# Compagnia della Vela
La Compagnia della Vela è uno yacht club di Venezia, membro FIV, con sede a San Marco sul Molo Marciano.
Le darsene si trovano invece sull'Isola di San Giorgio Maggiore, al centro del Bacino San Marco.

## Storia

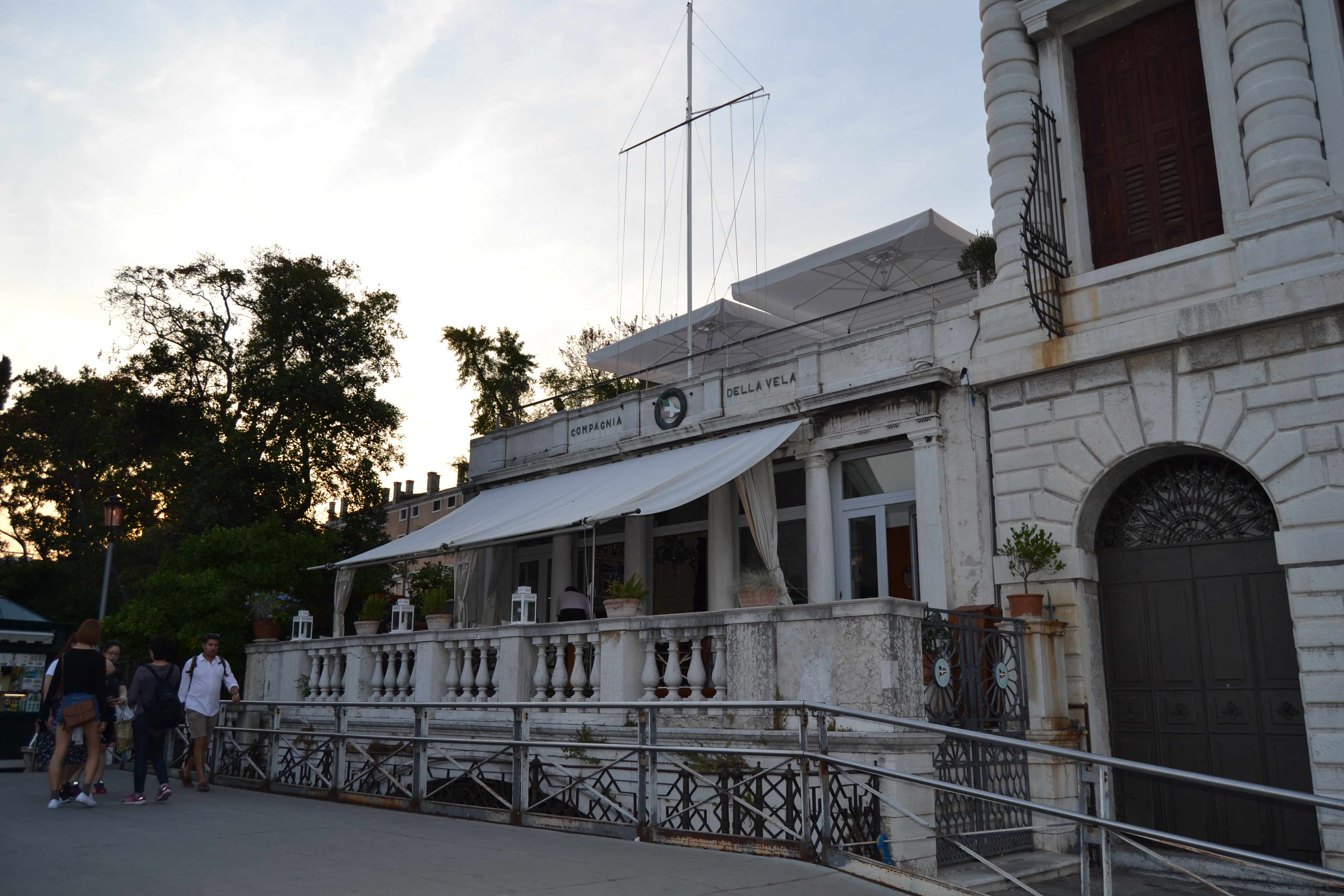
La Clubhouse della Compagnia della Vela ai giardinetti reali

Fondata il 15 marzo 1911 all'interno dell'Hotel Bauer come Yacht Club Veneziano, tra i suoi soci annoverava Gabriele D'Annunzio che con un messaggio del 1919, il cui originale è conservato nella sede sociale, ne ispirò il nuovo nome Compagnia della Vela ed il motto Custodi Domine Vigilantes, dai quali l'acronimo sociale CDV. Con brevetto del dicembre 1933, il Re d'Italia Vittorio Emanuele III, concesse alla Compagnia il privilegio di fregiare il guidone sociale dello Stemma Reale, nonché l'onore di battere la Bandiera Nazionale da Guerra e di essere ribattezzata Reale Compagnia della Vela. La sede storica si trovava alle Procuratie vecchie mentre quella sportiva ai Giardini della Biennale per poi trasferirsi ai Giardini di San Marco e nell'Isola di San Giorgio (sede sportiva).
Ripreso il nome attuale di Compagnia della Vela all'avvento della Repubblica nel 1948, ad oggi il guidone sociale è costituito da una croce bianca su campo rosso e primo quarto verde.

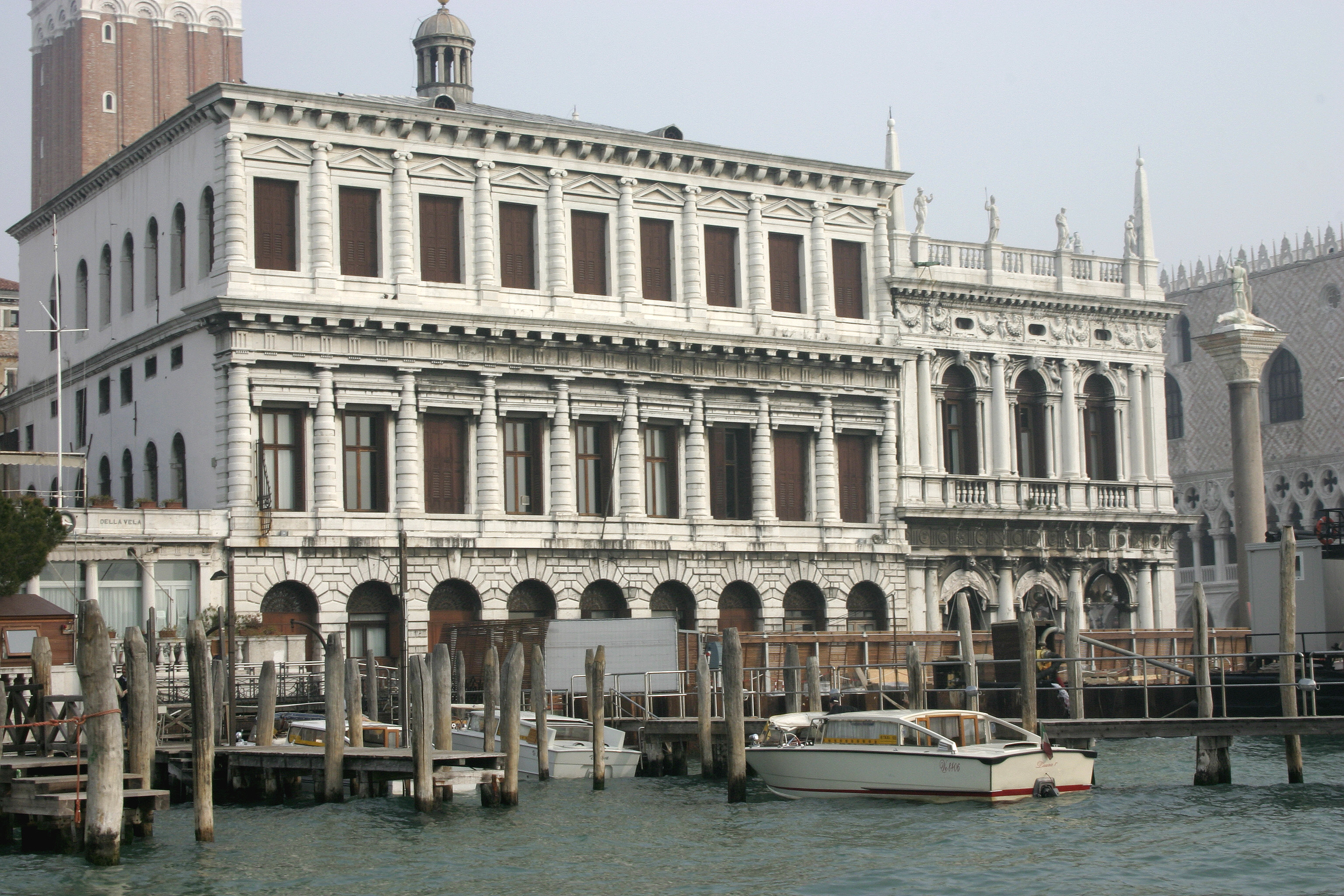
Il molo San Marco, da destra: la Libreria Marciana, la Zecca e la sede della Compagnia della Vela

Nel 1990 la società ha ricevuto dal CONI la Stella d'argento al merito sportivo.
Nel 1995 sempre il CONI ha insignito la compagnia della Stella d'oro al merito sportivo.
Nel 2012 la società ha ricevuto il Collare d'oro al merito sportivo.
Tra i soci storici:
- Giovanni Giuriati, politico fascista;
- conte Giuseppe Volpi di Misurata, governatore della Tripolitania, politico e industriale;
- conte Gaetano Marzotto di Valdagno Castelvecchio, industriale dell'omonima azienda tessile;
- conte Vittorio Emanuele Marzotto di Valdagno Castelvecchio, industriale dell'omonima azienda tessile e figlio del precedente;
- conte Adriano Foscari, ammiraglio;
- conte Augusto Premoli, senatore;
- Raul Gardini industriale e vincitore del Campionato Classe America's Cup 1991 e della Louis Vuitton Cup 1992.
- Alex Carozzo, considerato il pioniere tra i navigatori e velisti oceanici italiani in solitario.[2]

Il club è gemellato con:
- Yacht Club Adriaco (Trieste);
- Yacht Club Italiano (Genova);

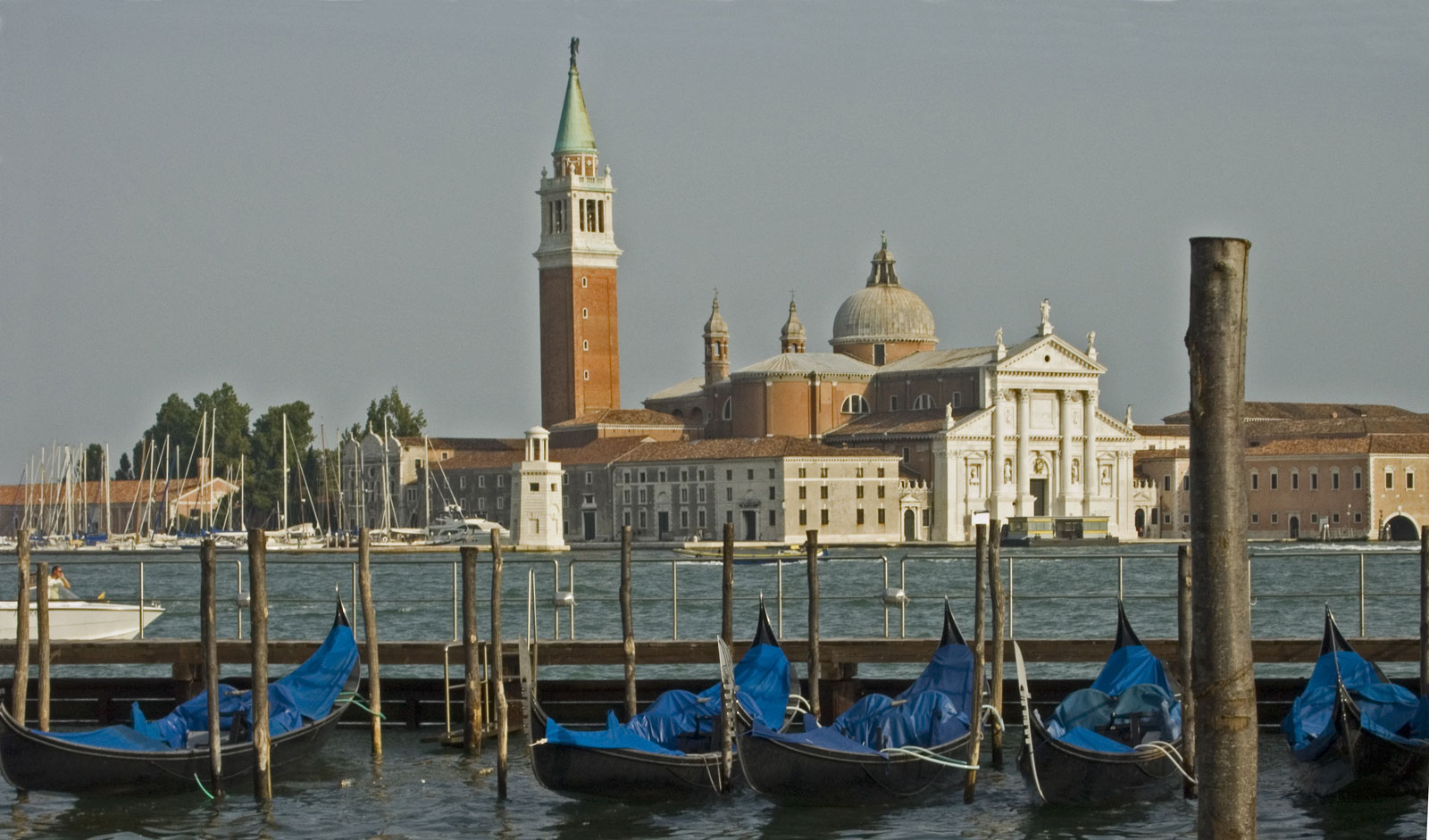
L'isola di San Giorgio Maggiore e il porticciolo della Compagnia della Vela

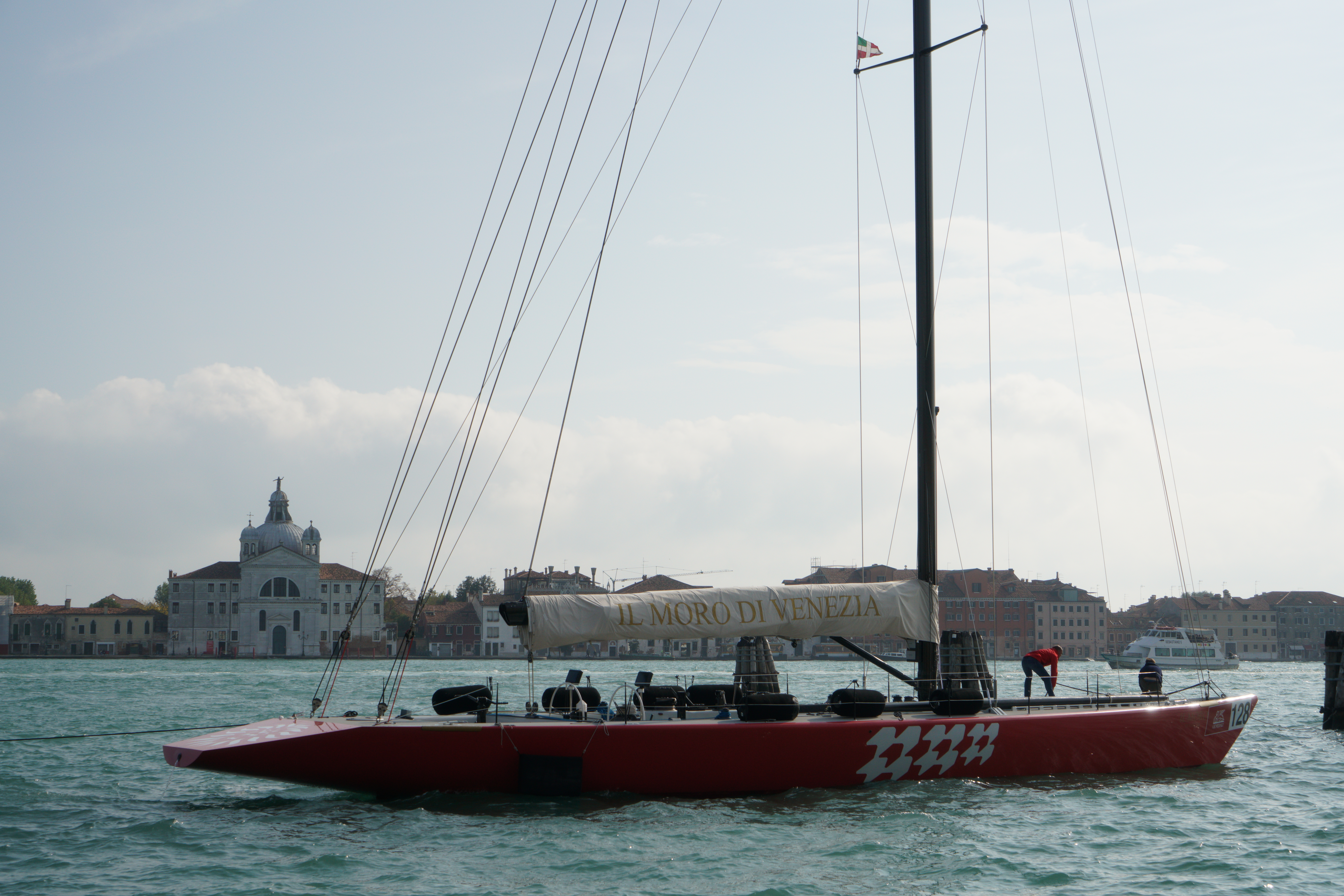
Il Moro di Venezia

- Reale Yacht Club Canottieri Savoia (Napoli);
- Yacht Club Santo Stefano (Porto Santo Stefano);
- Yacht Club Canottieri Jonica (Catania);
- Yacht Club Punta Ala (Grosseto);
- Reale Circolo Canottieri Tevere Remo (Roma);
- Circolo della Vela Sicilia (Palermo);
- Circolo Nautico e della Vela Argentario (Cala Galera, Porto Ercole);
- Circolo del Ministero degli Esteri (Roma);
- Circolo Canottieri Aniene (Roma);
- Circolo della vela Bari (Bari);
- Yacht Club Porto Rotondo (Porto Rotondo);
- Circolo del Remo e della Vela Italia (Napoli);
- Club Nautico Rimini (Rimini);
- Bruxelles Royal Yacht Club (Bruxelles);
- Club de Yates de Acapulco (Acapulco);
- San Diego Yacht Club (San Diego);
- San Francisco Yacht Club (San Francisco);
- Long Beach Yacht Club (Long Beach);
- Yacht Club de Monaco (Principato di Monaco)
- Yacht Club Argentino (Buenos Aires)
- Real Liga Naval Española (Madrid)
- Norddeutscher Regatta Verein (Amburgo)
- Royal Maas Yacht Club (Rotterdam)

### America's Cup
Nel 1992 con l'imbarcazione Moro di Venezia la Compagnia ha vinto la Louis Vuitton Cup partecipando alla XXVIII America's Cup: fu la prima volta che un club sportivo italiano portò la propria barca in finale di Coppa America. L'imbarcazione voluta da Raoul Gardini e finanziata dalla Montedison, fu protagonista nell'edizione del 1992. Fu la prima barca italiana nella storia a vincere la Louis Vuitton Cup.